# Austin Seven

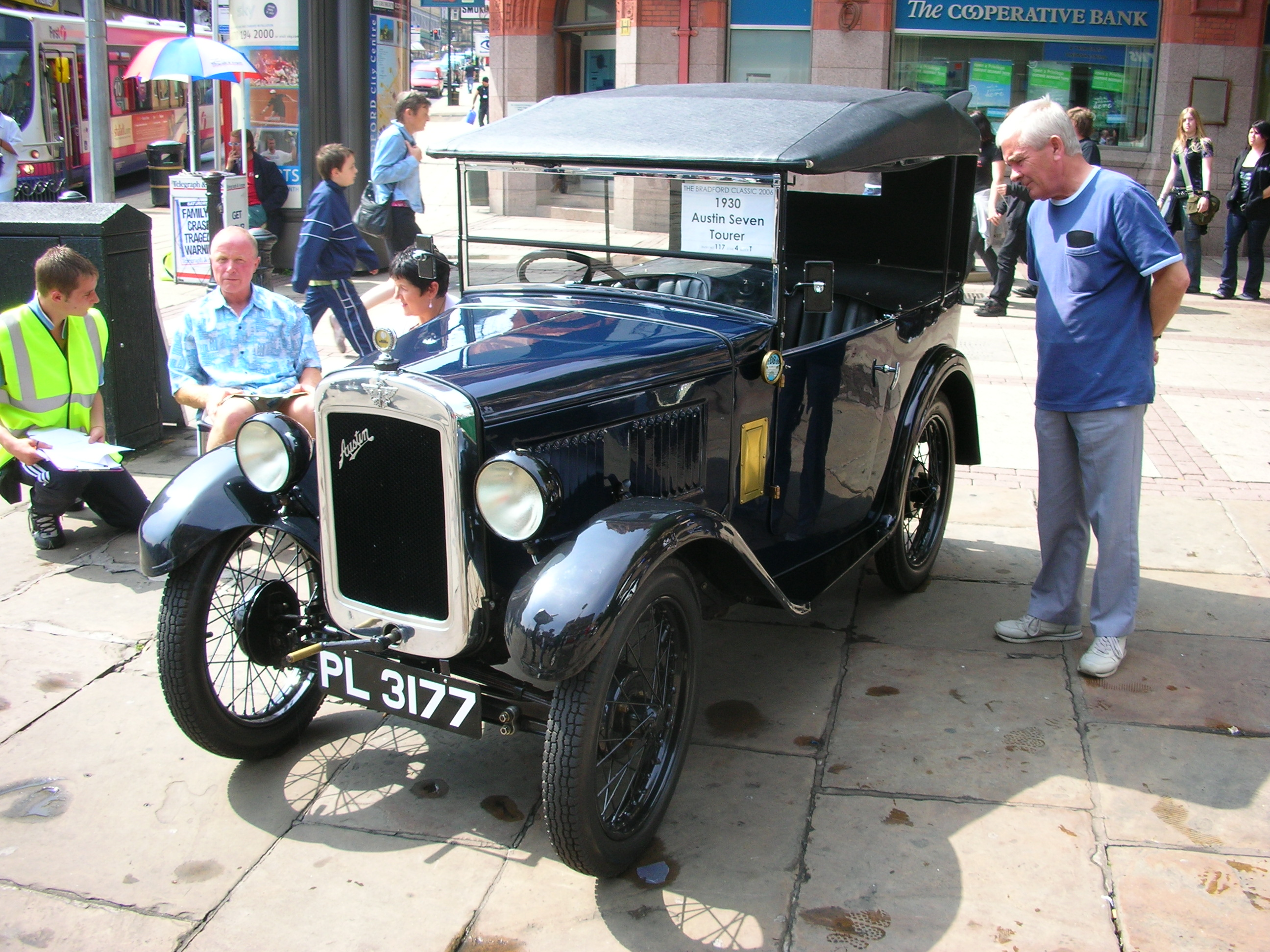
Austin Seven Tourer (1930)

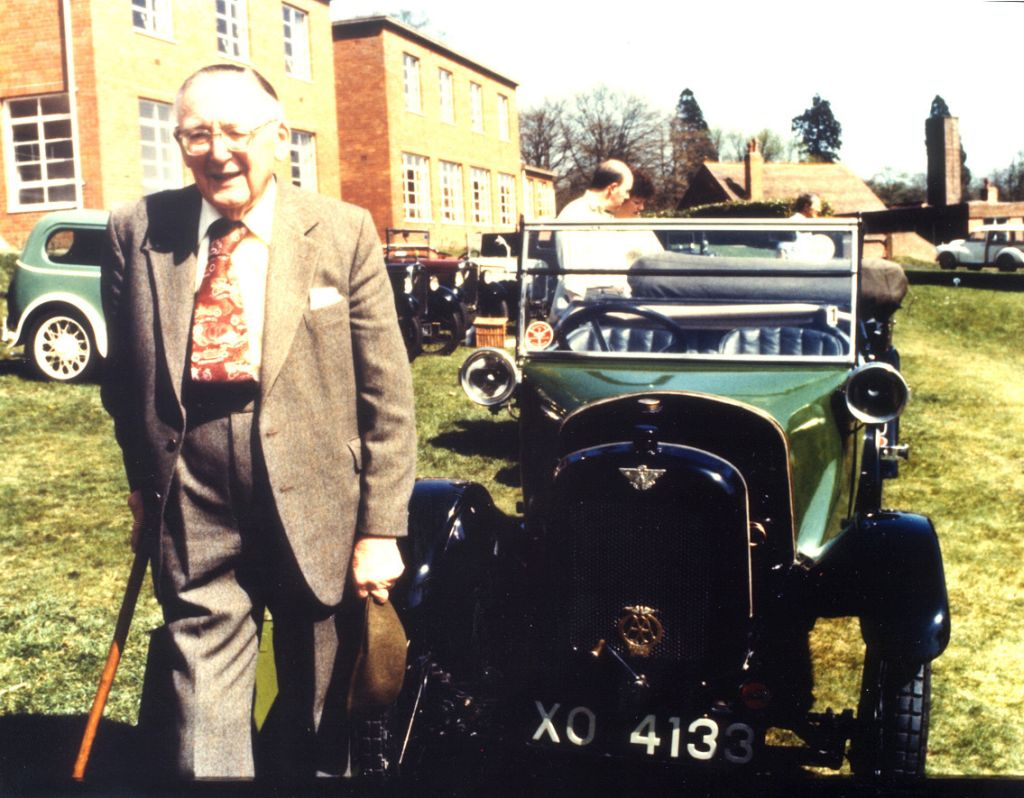
Stanley Edge voor een Austin Seven

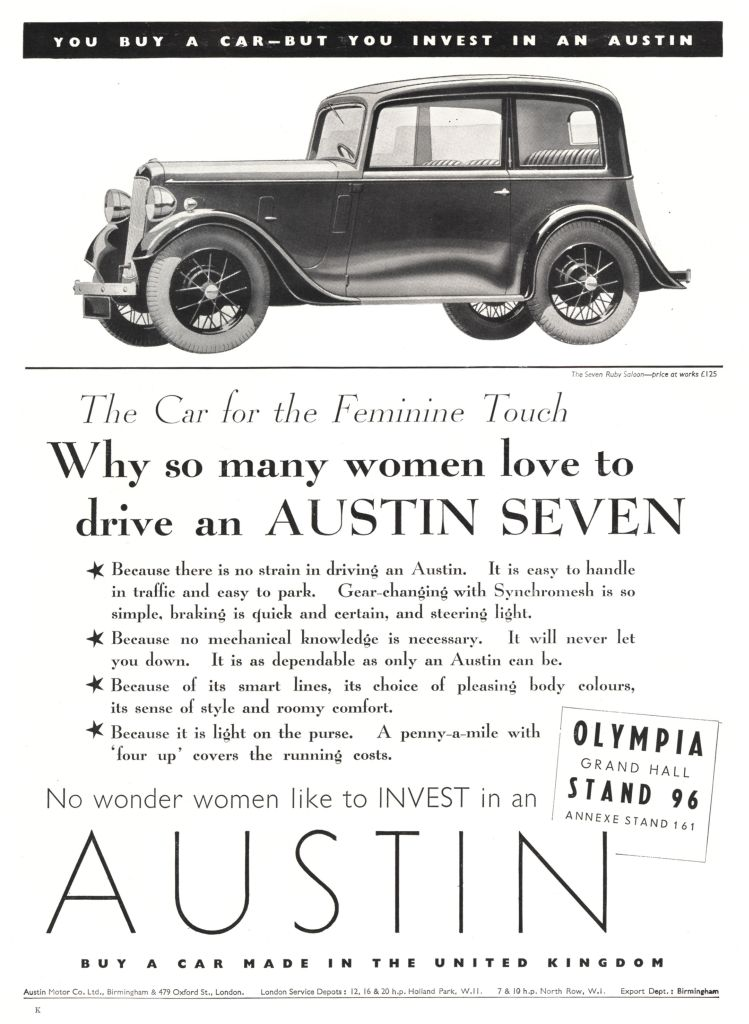
Advertentie Austin Seven (1937)

De Austin Seven was een kleine vierpersoonsauto die gebouwd door de Austin Motor Company tussen 1922 en 1939.
Eind jaren 10 van de 20e eeuw kende Groot-Brittannië veel zogenoemde cyclecars. Dit waren kleine goedkope auto’s van vaak slechte kwaliteit die ook nog eens onveilig waren voor de inzittenden. Herbert Austin had net als Henry Ford het idee opgevat om met zijn Austin Motor Company slechts één model te gaan voeren, namelijk de Austin Twenty. Door veranderingen in het belastingstelsel (Tax horsepower: 1 pond per hp) bleek dat de Austin Twenty te duur werd voor de gemiddelde bezitter, waardoor Austin in grote financiële problemen kwam. Op basis van de Austin Twenty werd dan ook snel de Austin Twelve geïntroduceerd. Dit model bracht wel enig succes en Austin kwam al snel op het idee om een echte auto te ontwikkelen voor de massa.
In 1920 begon Austin te werken aan het concept voor een kleine en betaalbare auto. Zijn ontwerp was afwijkend en omdat het bedrijf financieel zwak was, waren de overige bestuursleden niet enthousiast. Herbert Austin besloot het project zelf uit te voeren en in 1921 nam hij een jonge ingenieur Stanley Edge in dienst als tekenaar van de gedetailleerde plannen.
Het ontwerp leidde tot de Austin Seven. Een kleine vierpersoonsauto met een viercilinder zijklepmotor met een cilinderinhoud van 696 cc en een versnellingsbak met drie versnellingen vooruit en een achteruit. Het fiscaal vermogen was 7,2 hp waardoor de belasting laag was. In 1922 werden drie prototypes gebouwd en in november werd de Seven getoond op de British International Motor Show in Olympia (Londen). Herbert Austin had zijn eigen geld in het project gestoken en in ruil voor zijn investering kreeg hij van Austin Motor Company een royalty van twee guineas (circa £ 2,10) op elke verkochte auto.
De Seven was een kleine auto. De wielbasis was 1,905 meter en het woog ongeveer 450 kilogram. Er was ruimte voor twee volwassenen en drie kinderen. De motor was afdoende voor een redelijke prestatie, maar vanaf 1923 kwam een iets krachtiger motor beschikbaar van 747 cc met een vermogen van 10,5 pk. Er waren remmen op alle wielen, aanvankelijk werden de voorwielen geremd met een handrem en de achterwielen met een pedaal. Pas in 1930 werden de remmen gekoppeld.
In 1923 rolden er al bijna 2500 auto’s uit de fabriek. In dat jaar werd ook een Tourer-versie op de markt gebracht voor £ 125, iets goedkoper dan het standaardmodel. De combinatie van laag gewicht en een goede motor maakte de Seven een snelle auto, de Britse piloot en autocoureur Eric Gordon England zette in 1923 een snelheidsrecord van 73 mph in een Seven. De Seven werd een groot verkoopsucces. Tussen 1922 en 1939 werden er in totaal 290.000 stuks van gebouwd.
In licentie werd de Austin Seven ook buiten Groot-Brittannië gebouwd als de Duitse BMW Dixie, de Franse Rosengart, de Amerikaanse Bantam en (niet in licentie) door het Japanse Nissan.